# ATP-toernooi van Moskou
Het ATP-toernooi van Moskou is een jaarlijks terugkerend tennistoernooi voor mannen dat wordt georganiseerd in de Russische hoofdstad Moskou. De officiële naam van het toernooi is de Kremlin Cup. Het toernooi valt in de categorie ATP Tour 250.
Het toernooi vond voor het eerst plaats in 1990. Er wordt gespeeld op overdekte hardcourtbanen in het Olympisch Stadion (Olimpiyskiy).

## Finales

### Enkelspel
| Jaar | Winnaar                                | Runner-up                              | Score                                  |
| ---- | -------------------------------------- | -------------------------------------- | -------------------------------------- |
| 2021 | Aslan Karatsev                         | Marin Čilić                            | 6-2, 6-4                               |
| 2020 | Geen toernooi wegens de coronapandemie | Geen toernooi wegens de coronapandemie | Geen toernooi wegens de coronapandemie |
| 2019 | Andrej Roebljov                        | Adrian Mannarino                       | 6-4, 6-0                               |
| 2018 | Karen Chatsjanov                       | Adrian Mannarino                       | 6-2, 6-2                               |
| 2017 | Damir Džumhur                          | Ričardas Berankis                      | 6-2, 1-6, 6-4                          |
| 2016 | Pablo Carreño Busta                    | Fabio Fognini                          | 6-3, 6-2                               |
| 2015 | Marin Čilić                            | Roberto Bautista Agut                  | 6-4, 6-4                               |
| 2014 | Marin Čilić                            | Roberto Bautista Agut                  | 6-4, 6-4                               |
| 2013 | Richard Gasquet                        | Michail Koekoesjkin                    | 4-6, 6-4, 6-4                          |
| 2012 | Andreas Seppi                          | Thomaz Bellucci                        | 3-6, 7-6(3), 6-3                       |
| 2011 | Janko Tipsarević                       | Viktor Troicki                         | 6-4, 6-2                               |
| 2010 | Viktor Troicki                         | Marcos Baghdatis                       | 3-6, 6-4, 6-3                          |
| 2009 | Michail Joezjny                        | Janko Tipsarević                       | 6-7(5), 6-0, 6-4                       |
| 2008 | Igor Koenitsyn                         | Marat Safin                            | 7-6(6), 6-7(4), 6-3                    |
| 2007 | Nikolaj Davydenko                      | Paul-Henri Mathieu                     | 7-5, 7-6(9)                            |
| 2006 | Nikolaj Davydenko                      | Marat Safin                            | 6-4, 5-7, 6-4                          |
| 2005 | Igor Andrejev                          | Nicolas Kiefer                         | 5-7, 7-6(3), 6-2                       |
| 2004 | Nikolaj Davydenko                      | Greg Rusedski                          | 3-6, 6-3, 7-5                          |
| 2003 | Taylor Dent                            | Sargis Sargsian                        | 7-6(5), 6-4                            |
| 2002 | Paul-Henri Mathieu                     | Sjeng Schalken                         | 4-6, 6-2, 6-0                          |
| 2001 | Jevgeni Kafelnikov                     | Nicolas Kiefer                         | 6-4, 7-5                               |
| 2000 | Jevgeni Kafelnikov                     | David Prinosil                         | 6-2, 7-5                               |
| 1999 | Jevgeni Kafelnikov                     | Byron Black                            | 7-6(2), 6-4                            |
| 1998 | Jevgeni Kafelnikov                     | Goran Ivanišević                       | 7-6(2), 7-6(5)                         |
| 1997 | Jevgeni Kafelnikov                     | Petr Korda                             | 7-6(2), 6-4                            |
| 1996 | Goran Ivanišević                       | Jevgeni Kafelnikov                     | 3-6, 6-1, 6-3                          |
| 1995 | Carl-Uwe Steeb                         | Daniel Vacek                           | 7-6(5), 3-6, 7-6(6)                    |
| 1994 | Aleksandr Volkov                       | Chuck Adams                            | 6-2, 6-4                               |
| 1993 | Marc Rosset                            | Patrik Kühnen                          | 6-4, 6-3                               |
| 1992 | Marc Rosset                            | Carl-Uwe Steeb                         | 6-2, 6-2                               |
| 1991 | Andrej Tsjerkasov                      | Jakob Hlasek                           | 7-6(2), 3-6, 7-6(5)                    |
| 1990 | Andrej Tsjerkasov                      | Tim Mayotte                            | 6-2, 6-1                               |

### Dubbelspel
| Jaar | Winnaars                                  | Runners-up                             | Score                                  |
| ---- | ----------------------------------------- | -------------------------------------- | -------------------------------------- |
| 2021 | Harri Heliövaara Matwé Middelkoop         | Tomislav Brkić Nikola Čačić            | 7-5, 4-6, [11-9]                       |
| 2020 | Geen toernooi wegens de coronapandemie    | Geen toernooi wegens de coronapandemie | Geen toernooi wegens de coronapandemie |
| 2019 | Marcelo Demoliner Matwé Middelkoop        | Simone Bolelli Andrés Molteni          | 6-1, 6-2                               |
| 2018 | Austin Krajicek Rajeev Ram                | Maks Mirni Philipp Oswald              | 7-6(4), 6-4                            |
| 2017 | Maks Mirni Philipp Oswald                 | Damir Džumhur Antonio Šančić           | 6-3, 7-5                               |
| 2016 | Juan Sebastián Cabal Robert Farah Maksoud | Julian Knowle Jürgen Melzer            | 7-5, 4-6, [10-5]                       |
| 2015 | Andrej Roebljov Dmitri Toersoenov         | Radu Albot František Čermák            | 2-6, 6-1, [10-6]                       |
| 2014 | František Čermák Jiří Veselý              | Samuel Groth Chris Guccione            | 7-6(2), 7-5                            |
| 2013 | Michail Jelgin Denis Istomin              | Ken Skupski Neal Skupski               | 6-2, 1-6, [14-12]                      |
| 2012 | František Čermák Michal Mertiňák          | Simone Bolelli Daniele Bracciali       | 7-5, 6-3                               |
| 2011 | František Čermák Filip Polášek            | Carlos Berlocq David Marrero           | 6-3, 6-1                               |
| 2010 | Igor Koenitsyn Dmitri Toersoenov          | Janko Tipsarević Viktor Troicki        | 7–6(8), 6–3                            |
| 2009 | Pablo Cuevas Marcel Granollers            | František Čermák Michal Mertiňák       | 4-6, 7-5, [10-8]                       |
| 2008 | Serhij Stachovsky Potito Starace          | Stephen Huss Ross Hutchins             | 7-6(4), 2-6, [10-6]                    |
| 2007 | Marat Safin Dmitri Toersoenov             | Tomáš Cibulec Lovro Zovko              | 6-4, 6-2                               |
| 2006 | Fabrice Santoro Nenad Zimonjić            | František Čermák Jaroslav Levinský     | 6-1, 7-5                               |
| 2005 | Maks Mirni Michail Joezjny                | Igor Andrejev Nikolaj Davydenko        | 6-1, 6-1                               |
| 2004 | Igor Andrejev Nikolaj Davydenko           | Mahesh Bhupathi Jonas Björkman         | 3-6, 6-3, 6-4                          |
| 2003 | Mahesh Bhupathi Maks Mirni                | Wayne Black Kevin Ullyett              | 6-3, 7-5                               |
| 2002 | Roger Federer Maks Mirni                  | Joshua Eagle Sandon Stolle             | 6-4, 7-6(0)                            |
| 2001 | Maks Mirni Sandon Stolle                  | Mahesh Bhupathi Jeff Tarango           | 6-3, 6-0                               |
| 2000 | Jonas Björkman David Prinosil             | Jiří Novák David Rikl                  | 6-2, 6-3                               |
| 1999 | Justin Gimelstob Daniel Vacek             | Andrej Medvedev Marat Safin            | 6-2, 6-1                               |
| 1998 | Jared Palmer Jeff Tarango                 | Jevgeni Kafelnikov Daniel Vacek        | 6-4, 6-7, 6-2                          |
| 1997 | Martin Damm Cyril Suk                     | David Adams Fabrice Santoro            | 6-4, 6-3                               |
| 1996 | Rick Leach Andrej Olchovski               | Jiří Novák David Rikl                  | 4-6, 6-1, 6-2                          |
| 1995 | Byron Black Jared Palmer                  | Tommy Ho Brett Steven                  | 6-4, 3-6, 6-3                          |
| 1994 | Jacco Eltingh Paul Haarhuis               | David Adams Andrej Olchovski           | walk-over                              |
| 1993 | Jacco Eltingh Paul Haarhuis               | Jan Apell Jonas Björkman               | 6-1, opgave                            |
| 1992 | Marius Barnard John-Laffnie de Jager      | David Adams Andrej Olchovski           | 6-4, 3-6, 7-6                          |
| 1991 | Eric Jelen Carl-Uwe Steeb                 | Andrej Tsjerkasov Aleksandr Volkov     | 6-4, 7-6                               |
| 1990 | Hendrik Jan Davids Paul Haarhuis          | John Fitzgerald Anders Järryd          | 6-4, 7-6                               |

1990 · 1991 · 1992 · 1993 · 1994 · 1995 · 1996 · 1997 · 1998 · 1999 · 2000 · 2001 · 2002 · 2003 · 2004 · 2005 · 2006 · 2007 · 2008 · 2009 · 2010 · 2011 · 2012 · 2013 · 2014 · 2015 · 2016 · 2017 · 2018 · 2019 · 2020 · 2021
ITF-toernooien (mannen en vrouwen)

ATP-toernooien (mannen) – ATP-seizoen 2025

WTA-toernooien (vrouwen) – WTA-seizoen 2025

Voormalige toernooien mannen
Voormalige toernooien vrouwen
Voormalige amateurtoernooien